# トーマス・ニューマン
トーマス・モントゴメリー・ニューマン（Thomas Montgomery Newman, 1955年10月20日 - ）は、アメリカ合衆国カリフォルニア州ロサンゼルス出身の作曲家。  これまでに15回アカデミー賞、ゴールデングローブ賞に4回ノミネートされている。また、英国映画テレビ芸術アカデミーを2回、グラミー賞を6回、エミー賞を1回受賞している。 
40年以上に及ぶキャリアの中で、『ザ・プレイヤー』、『ショーシャンクの空に』、『アメリカン・ビューティー』、『グリーンマイル』、『ファインディング・ニモ』、『ウォーリー』、『007 スカイフォール』、『007 スペクター』、『1917 命をかけた伝令』など、数々の映画音楽を製作している。
ハンガリー系ユダヤ人の血を引く、いわゆる「ニューマン・ファミリー」の一員で、父アルフレッド、叔父ライオネル、兄デヴィッド、従兄のランディも映画音楽の作曲家である。ニューマン一家はアカデミー賞で最も多くノミネートされ、様々な音楽部門で92回のノミネートを受けている。
イェール大学で学び、1984年の『俺たちの明日』を最初の作品として映画音楽を手がけるようになる。1994年、『若草物語』と『ショーシャンクの空に』の両方でアカデミー作曲賞にノミネートされた。以来15回ノミネートされているが、いずれも受賞にはいたっていない。2012年の『007 スカイフォール』からはデヴィッド・アーノルドの後を継いで007シリーズの音楽を担当する。

## 主な作品
- 俺たちの明日 Reckless (1984)
- マドンナのスーザンを探して Desperately Seeking Susan (1985)
- ジャンピン・ジャック・フラッシュ Jumpin' Jack Flash (1986)
- ガン・ホー Gung Ho (1986)
- ロストボーイ The Lost Boy (1987)
- レス・ザン・ゼロ Less Than Zero (1987)
- 私のパパはマフィアの首領Cookie (1989)
- 悲しみよさようなら Welcome Home, Roxy Carmichael (1990)
- フライド・グリーン・トマト Fried Green Tomatoes (1991)
- 幸せの向う側 Deceived (1991)
- ニューヨーク恋泥棒 The Linguini Incident (1991)
- ザ・プレイヤー The Player (1992)
- セント・オブ・ウーマン/夢の香り Scent of a Woman (1992)
- ショーシャンクの空に The Shawshank Redemption (1994)
- 8月のメモワール The War (1994)
- 若草物語 Little Women (1994)
- スリーサム Threesome  (1994)
- キルトに綴る愛 How to Make an American Quilt (1995)
- アメリカン・バッファロー American Buffalo (1996)
- フェノミナン Phenomenon (1996)
- ラリー・フリント The People vs. Larry Flynt (1996)
- マッド・シティ Mad City (1997)
- 北京のふたり Red Corner (1997)
- オスカーとルシンダ Oscar and Lucinda (1997)
- モンタナの風に抱かれて The Horse Whisperer (1998)
- ジョー・ブラックをよろしく Meet Joe Black (1998)
- アメリカン・ビューティー  American Beauty (1999)
- グリーンマイル The Green Mile (1999)
- エリン・ブロコビッチ Erin Brockovich (2000)
- ペイ・フォワード 可能の王国 Pay It Forward (2000)
- イン・ザ・ベッドルーム In the Bedroom (2001)
- シックス・フィート・アンダー Six Feet Under (2001-2004) - テレビシリーズ
- ロード・トゥ・パーディション Road to Perdition (2002)
- ホワイト・オランダー White Oleander (2002)
- エンジェルス・イン・アメリカ Angels in America (2003)
- ファインディング・ニモ Finding Nemo (2003)
- レモニー・スニケットの世にも不幸せな物語 emony Snicket's A Series of Unfortunate Events (2004)
- シンデレラマン Cinderella Man (2005)
- ジャーヘッド Jarhead (2005)
- リトル・チルドレン Little Children (2006)
- さらば、ベルリン The Good German (2006)
- シッコ Sicko. (2007)
- ウォーリー WALL・E (2008)
- レボリューショナリー・ロード/燃え尽きるまで Revolutionary Road (2008)
- マイ・ブラザー Brothers (2009)
- アジャストメント The Adjustment Bureau (2011)
- ペイド・バック The Debt (2011)
- ヘルプ 〜心がつなぐストーリー〜 The Help (2011)
- マーガレット・サッチャー 鉄の女の涙 The Iron Lady (2011)
- マリーゴールド・ホテルで会いましょう The Best Exotic Marigold Hotel (2012)
- 007 スカイフォール Skyfall (2012)
- サイド・エフェクト Side Effects (2013)
- ウォルト・ディズニーの約束 Saving Mr. Banks (2013)
- ジャッジ 裁かれる判事 The Judge (2014)
- マリーゴールド・ホテル 幸せへの第二章 The Second Best Exotic Marigold Hotel (2015)
- ブリッジ・オブ・スパイ Bridge of Spies (2015)
- わたしはマララ He Named Me Malala (2015)
- 007 スペクター Spectre （2015）
- ファインディング・ドリー Finding Dory (2016)
- パッセンジャー Passengers (2016)
- アメリカン・ソルジャー Thank You for Your Service (2017)
- ヴィクトリア女王 最期の秘密 Victoria & Abdul (2017)
- 15時17分、パリ行き The 15:17 to Paris　(2018)
- アンセイン 〜狂気の真実〜 Unsane (2018)
- ザ・テキサス・レンジャーズ The Highwaymen (2019)
- 1917 命をかけた伝令 1917 (2019)
- レット・ゼム・オール・トーク Let Them All Talk (2020)
- リトル・シングス The Little Things (2021)
- オペレーション・ミンスミート -ナチを欺いた死体- Operation Mincemeat (2021)
- ドッグ Dog (2022)
- オットーという男 A Man Called Otto (2022)
- マイ・エレメント Elemental（2023）